# Gerhard Kurzmann
Gerhard Kurzmann (ur. 30 października 1953 w Grazu) – austriacki polityk, samorządowiec i historyk, poseł do Rady Narodowej, lider Wolnościowej Partii Austrii (FPÖ) w Styrii.

## Życiorys
Absolwent historii i germanistyki na Karl-Franzens-Universität Graz. Pracował w departamencie kultury administracji miejskiej w Grazu. Zaangażował się w działalność polityczną w ramach Wolnościowej Partii Austrii. Od 1993 do 1998 był jej przedstawicielem w zarządzie miasta w Grazu. W latach 1998–2002 i 2006–2010 sprawował mandat posła do Rady Narodowej. Od 2003 do 2006 był wiceprzewodniczącym FPÖ w Styrii, następnie stanął na czele struktur swojego ugrupowania w tym kraju związkowym.
W 2010 wszedł w skład kierowanego przez socjaldemokratę Franz Vovesa styryjskiego rządu regionalnego, odpowiadając za transport i środowisko. W wyborach regionalnych w 2015 uzyskał mandat deputowanego do landtagu, objął funkcję jednego z wiceprzewodniczących tego parlamentu.